# Topiel
Topiel – struga, lewobrzeżny dopływ Parsęty o długości 19,04 km, powierzchni zlewni 83,52 km² i średnim spadku 5.1‰. 
Struga płynie na Pobrzeżu Południowobałtyckim. Przepływa w okolicach miejscowości Sińce, Stanomino, Kamosowo. Nazwę Topiel wprowadzono urzędowo w 1948 roku, zastępując poprzednią niemiecką nazwę strugi – Nonnen Bach.